# Combat d'Anjouan
Âge d'or de la piraterie
Batailles
- Mata Asnillos (1671)
- Cape Fear (1718)
- Île d'Ocracoke (1718)
- Anjouan (1720)
- Saint-Denis (1721)

Le combat d'Anjouan est une bataille navale livrée le 25 juillet 1720, près de l'île d'Anjouan, aux Comores, entre un navire pirate et un vaisseau de la Compagnie britannique des Indes orientales.

## L'affrontement
Le Fancy et le Victory, deux navires pirates commandés par l'Irlandais Edward England, surprennent près de l'île Johanna (Anjouan), deux bateaux de commerce hollandais et un navire britannique, le Cassandra. Les Hollandais s'enfuient, poursuivis par le Victory, commandé par John Taylor, second d'England, alors que ce dernier à bord du Fancy s'apprête à affronter le Cassandra, qui semble décidé à se défendre.
La lutte est féroce et les Britanniques, galvanisés par leur capitaine James Macrae, se battent avec bravoure, infligeant de sérieuses pertes aux pirates. Les deux bateaux s'échouent, sans interrompre le combat. Les pirates finissent par l'emporter, perdant 90 des leurs et tuant 77 marins du Cassandra dont ils s'emparent, faisant à cette occasion main-basse sur un butin de 75 000 livres. Macrae et les marins survivants, ont pour leur part sauté à terre et se sont enfuis sur l'île.
Le Fancy est très endommagé et son équipage affecté par la terrible lutte qu'il a dû soutenir. Taylor, revenant avec le Victory, est atterré par le spectacle. Lorsque quelques jours plus tard, Macrae et ses hommes, affamés, reviennent en implorant la clémence des pirates, ces derniers, encouragés par Taylor, crient vengeance et menacent de les pendre. Mais England, ancien officier de marine, répugne à commettre des atrocités. Il se montre donc magnanime et permet à ses ennemis d'embarquer à bord du Fancy et de s'en aller librement.
Le gouverneur de Bombay renvoie Macrae en mer, accompagnant une flotte chargée de capturer England et ses hommes. Lorsqu'il se rend compte que c'est Macrae qui est à leurs trousses, John Taylor, approuvé par la plupart de ses hommes, dépose England en raison des conséquences de sa magnanimité, funestes pour eux.
Taylor prend le commandement du Cassandra et confie celui du Victory à Olivier Levasseur dit la Buse, qui vient d'échouer son navire, la Reine des Indes, près de Mayotte. Les exactions de ce pirate français défraieront bientôt les ports de l'océan Indien. Quant à Macrae et ses hommes, après bien des péripéties, ils atteignent les côtes indiennes à bord d'un navire qui n'est plus qu'une épave. Chaudement félicité pour son héroïque résistance, Macrae deviendra par la suite gouverneur de Madras, de 1725 à 1730.